# Flowing Tears
Flowing Tears (bis 1999 Flowing Tears and Withered Flowers) war eine Dark-Rock-Band aus Wadgassen (Landkreis Saarlouis).

## Bandgeschichte
1994 gründeten Benjamin Buss (Gitarre, Keyboard), Manfred Bersin (Gesang), Björn Lorson (Gitarre), Christian Zimmer (Schlagzeug) und Frederic Lesny (Bass) die Band unter dem Namen Flowing Tears and Withered Flowers. Björn Lorson stieg 1995 aus. Das Debütalbum Swansongs, welches zunächst im Eigenvertrieb erhältlich war, erschien 1996 auf dem italienischen Label Seven Art Music. Nach Veröffentlichung stieg Christian Zimmer aus und wurde durch Eric Hilt ersetzt. Manfred Bersin wechselte zur Gitarre und mit Stefanie Duchêne wurde eine Sängerin in die Band geholt. Joy Parade folgte 1998. Eine Europatournee mit The 3rd and the Mortal folgte. Nach der Tournee trennten sie sich allerdings von ihrer Plattenfirma und brachten ihre EP Swallow (1999) im Eigenvertrieb heraus. Im gleichen Jahr erschien eines der Lieder auf der Unerhört-Beilage des Rock-Hard-Magazins.
Century Media zeigte Interesse an der Band und nahmen sie unter Vertrag. Eine Tournee mit The Gathering war die erste Aktion der Plattenfirma für die Band. Jade erschien dann unter dem verkürzten Bandnamen Flowing Tears. Musikalisch ist das Album eine Schnittmenge der zu dieser Zeit beliebten Gothic-Metal-Bands Tiamat und Paradise Lost, aber auch Pink Floyd. Dem Album folgte eine Tournee im Vorprogramm von Therion und Voivod. 2002 wurde das Album Serpentine veröffentlicht. Zu diesem Zeitpunkt hatten Manfred Bersin und Mike Volz die Band bereits verlassen. Die beiden wurden jedoch gar nicht erst ersetzt, die Gitarrenparts und Keyboards wurden nun von Benjamin Buss im Alleingang eingespielt. Auch Eric Hilt stieg aus und wurde durch Stefan Gemballa ersetzt. Nach der Tour mit Tiamat und Moonspell stieg Stefanie Duchêne aus. Als Nachfolgerin verpflichtete die Band Helen Vogt, nachdem sie sechs Monate erfolglos nach Ersatz suchte. Vogt wurde erstmals auf dem Wave-Gotik-Treffen 2003 und auf diversen anderen Festivals vorgestellt. Unter anderem spielte die Band im London Astoria zusammen mit My Dying Bride.
Das erste Album mit Helen Vogt erschien 2004. Razorbliss wurde von Waldemar Sorychta produziert. Dirk Thurisch von Angel Dust hatte einen Gastauftritt auf dem Album. Im Oktober 2004 starben die ehemaligen Bandmitglieder Björn Lorson und Christian Zimmer bei einem Autounfall. Seit 2007 befand sich die Band beim Label Ascendance Records unter Vertrag, wo sie sowohl das Live-Album Invanity als auch die Studioproduktion Thy Kingdome Gone (2008 produziert von Kristian „Kohle“ Kohlmannslehner im Kohlekeller Studio) herausbrachte. Im März 2014 gab Helen Vogt bekannt, dass Thy Kingdome Gone das letzte Album der Band sein wird.

## Diskografie
- 1996: Swansongs
- 1998: Joy Parade
- 1999: Swallow (EP)
- 2000: Jade
- 2002: Serpentine
- 2004: Razorbliss
- 2007: Invanity
- 2008: Thy Kingdome Gone